# Pico do Urubu
O Pico do Urubu, é um pico com 1140 metros de altitude localizado no município de Mogi das Cruzes, Estado de São Paulo.

## Atrativos
O Pico do Urubu está localizado na Serra do Itapety, e é uma atração turística do município de Mogi das Cruzes, oferecendo possibilidade da prática de voo livre o ano todo. 
Sua rampa é frequentada por praticantes de voo livre como parapente, paraglider e asa-delta, principalmente no inverno. Ciclistas também costumam acessar a rampa para observar a bela paisagem e depois descer o desnível de 370 metros em relação ao marco zero da cidade. 
Seu cume proporciona uma visão de 360°. Olhando para o norte vê-se ao longe a Serra da Mantiqueira, ao oeste as cidades de Suzano, Poá e Itaquaquecetuba, ao leste a extensão da Serra do Itapety e ao sul a visão panorâmica de Mogi das Cruzes com a Serra do Mar ao fundo.

## Acesso
Em Mogi das Cruzes entre na Avenida Dr. Édison Consolmagno, conhecida como Perimetral. Na rotatória em frente o Clube Vila Santista, entre no acesso para Estrada Cruz do Século, em frente à rotatória. Após passar pelo Tênis Club, basta seguir por cinco quilômetros as placas indicando o caminho para o Pico do Urubu.

## Panorama

Imagem panorâmica do Pico do Urubu

## Galeria de imagens

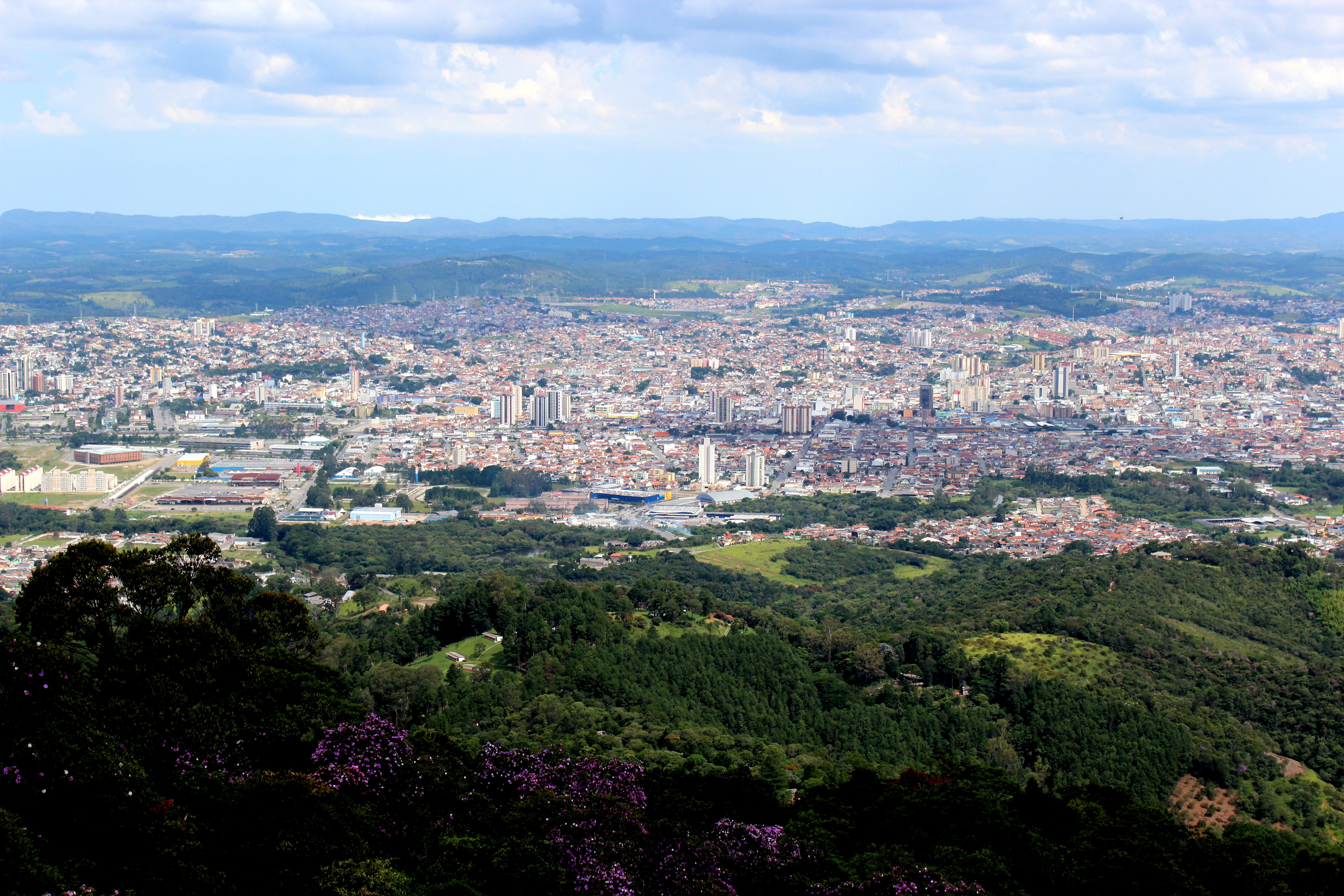
Vista de Mogi das Cruzes a partir do pico
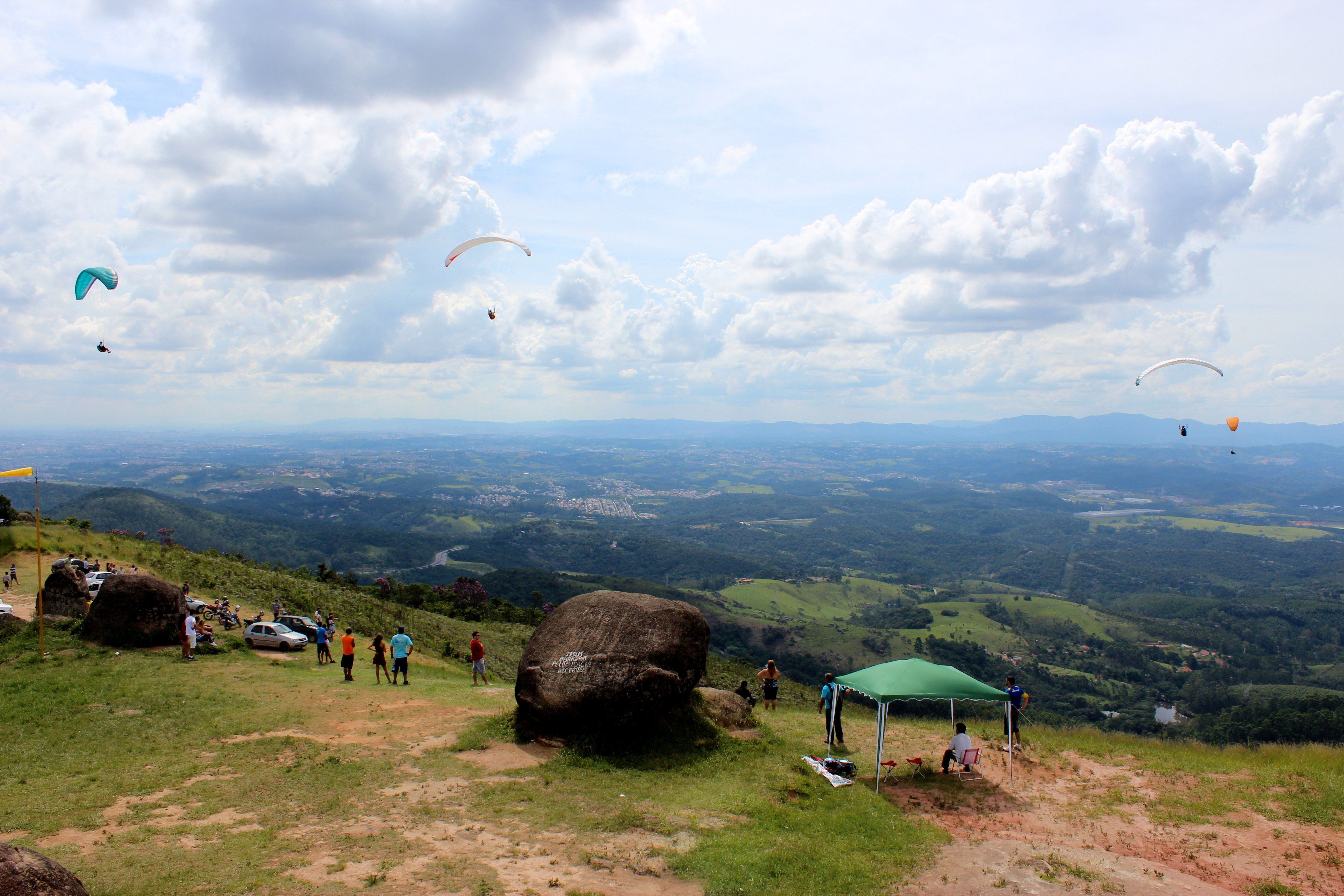
Rampa de parapente
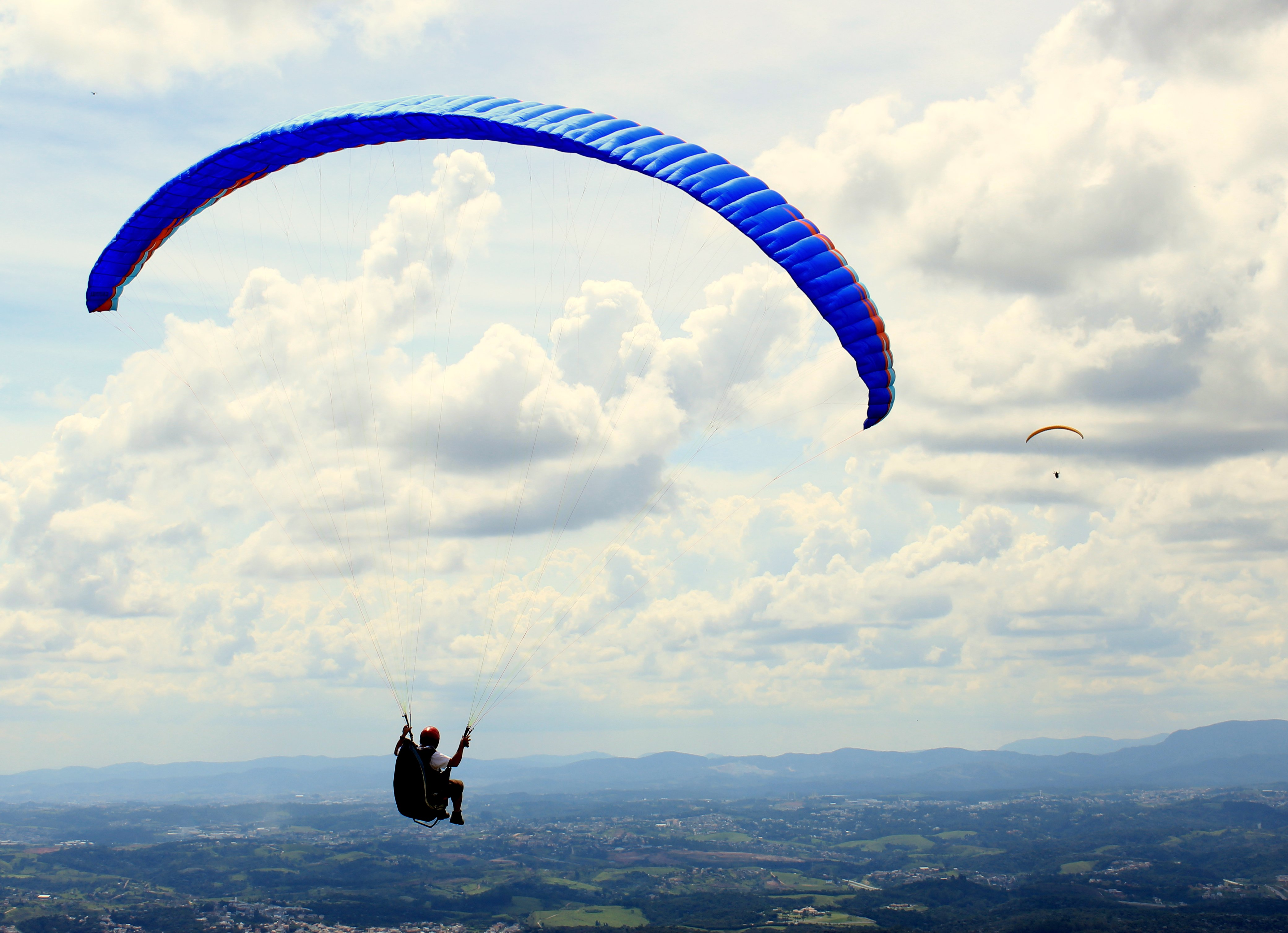
Vôo de parapente
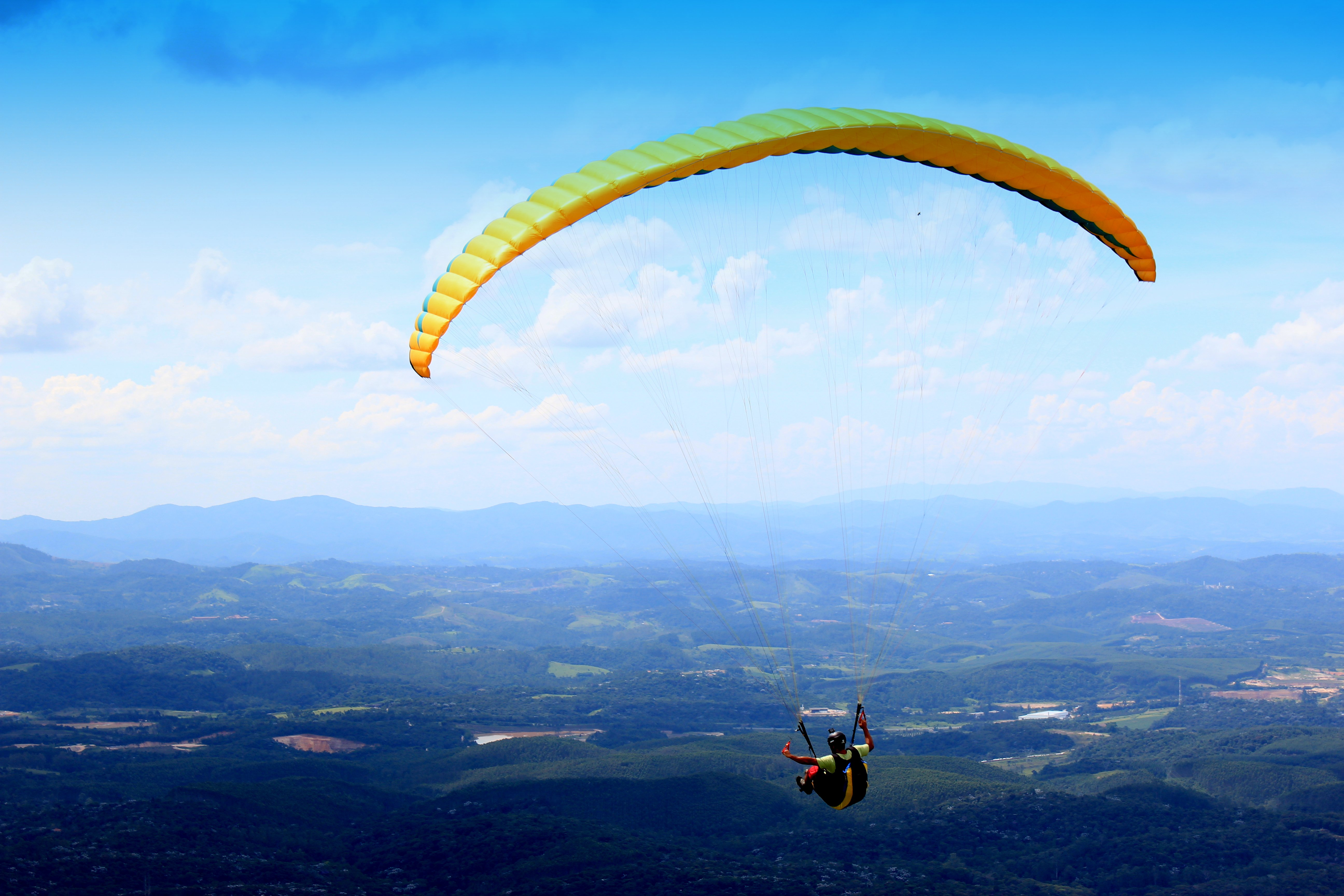
Parapente decolando